# Heterogínids
Els heterogínids (Heterogynidae) són una petita família de lepidòpters ditrisis de la superfamília dels zigenoïdeus (Zygaenoidea).

## Característiques
Els mascles tenen aspecte d'arnes i són molt semblants a les dels zigènids (Zygaenidae), però les femelles són larviformes, sense ales ni potes i només es poden moure arrossegant-se. L'eruga és molt similar a les femelles, i és també similar a les erugues de la família dels zigènids.

## Sistemàtica
La família Heterogynidae està representada a Europa, amb cinc espècies. A nivell mundial, només s'han descrit 10 espècies, distribuïdes al sud-oest de la regió paleàrtica a (Àfrica del Nord i Europa del Sud).

## Taxonomia
Només inclou dos gèneres: Heterogynis i Janseola.
- Heterogynis penella (Hübner, 1819)
- Heterogynis canalensis Chapman, 1904
- Heterogynis paradoxa Rambur, 1837
- Heterogynis eremita Zilli, Cianchi, Racheli & Bullini, 1988
- Heterogynis andalusica Daniel, 1966
- Heterogynis thomas Zilli, 1987
- Heterogynis jellaba de Freina, 2003
- Heterogynis rifensis de Freina, 2003
- Janseola fulvithorax Hampson
- Janseola titaea Druce, 1896
- Janseola thoinds Zilli, Cianchi, Racheli & Bullini, 1988
- Janseola eremita Zilli, Cianchi, Racheli & Bullini, 1988